# Kaarlo Koskelo
Kaarlo Koskelo (Kotka, Finlandia, 12 de abril de 1888-Oregón, Estados Unidos, 21 de diciembre de 1953) fue un deportista finlandés especialista en lucha grecorromana donde llegó a ser campeón olímpico en Estocolmo 1912.

## Carrera deportiva
En los Juegos Olímpicos de 1912 celebrados en Estocolmo ganó la medalla de oro en lucha grecorromana estilo peso pluma, por delante del alemán Georg Gerstäcker (plata) y de su compatriota finlandés Otto Lasanen (bronce).